# THE DREAM CHAPTER: ETERNITY
『THE DREAM CHAPTER: ETERNITY』（ザ・ドリーム・チャプター: エタニティー）は、韓国の5人組男性アイドルグループTOMORROW X TOGETHERの韓国での2枚目のミニアルバム。2020年5月18日にBig Hit Entertainment、Dreamusよりリリースされた。

## 背景
2020年4月28日、Big Hit Entertainmentはモーショングラフィック映像を公開し、2ndミニアルバムである本作の全世界同時リリースが発表された。本作はデビューミニアルバム『THE DREAM CHAPTER: STAR』、1stスタジオアルバム『THE DREAM CHAPTER: MAGIC』に続いて、TOMORROW X TOGETHERが成長する中で経験する物語を表現した作品となっている。
| 「                                                  | 僕たちの‘The Dream Chapter’シリーズは少年たちが成長する過程で出会う経験について語っていますが、『The Dream Chapter : STAR』で友達に出会った喜びを歌ったとしたら、『The Dream Chapter: MAGIC』はその友達と一緒にする小さな逸脱、魔法のような冒険談を入れ込みました。そして、今回の『The Dream Chapter: ETERNITY』は現実の壁にぶつかった少年たちの物語ですが、友達の間で葛藤と亀裂を経験することになり、友達関係は前と変わったが、一緒に過ごした大切な時間と当時感じた感情だけは永遠であることを信じるという内容です。 | 」 |
| —SOOBIN（メディアショーケースでのインタビューより） | |    |

## 音楽性
本作は、「人間関係の悩み」をテーマに全6曲で構成されたアルバムとなっており、ファンク、ドリーム・ポップ、トラップ、ヒップホップ、R&Bといったジャンルが表現されている。

### Can’t You See Me?
リード曲「Can’t You See Me?」は、魔法のような瞬間が終わり、燃えてしまった世界で経験する混乱や恐れ、友人関係の亀裂による寂しさを歌った楽曲。トラップのリズムを基調にするポップソングで、エモーショナルなピアノメロディーから始まり、独特なサウンドとグランジ調のパワーコードが特徴となっている。

### Drama
「Drama」は、友情にもがくティーンエイジャーの姿をポップなサウンドに乗せて表現した楽曲。学校の人気者と偶然仲良くなり魔法のような時間を過ごしていた主人公が、“僕はただのエキストラで、これは自分のためのDramaではなかった”と気づくというストーリーが描かれる。「Drama [Japanese Ver.]」のミュージックビデオでは、ボムギュがバスケットボールを通じて他のメンバーと打ち解けていく様子が描かれている。

### Fairy of Shampoo
「Fairy of Shampoo」は、Light & Saltが1990年にリリースしたクラシックシングルのリメイク曲であり、ボーカルのハーモニーとシンセサイザーのメロディーでドリーム・ポップにアレンジされている。ラップメイキングにはメンバーのYEONJUNが参加している。

### Maze in the Mirror
「Maze in the Mirror」は、メンバー全員が共同で作詞し、メンバーのBEOMGYUとBig Hit EntertainmentのプロデューサーであるSlow Rabbitが共同プロデュースした。ギター、ピアノ、ベースを用いたアコースティックポップトラックとなっており、歌詞はグループが研修生当時に経験したことを元に作成されている。

### PUMA
「PUMA」は強烈なトラップをベースとしたヒップホップ曲で、見知らぬ世界に出会った少年が現実と衝突する姿を動物園から出てきたプーマに例えている。自由を渇望する猛獣の視線で表現された個性的な歌詞が特徴である。

### Eternally
「Eternally」は、夢幻的なアコースティックポップで始まり、暗く不吉なビートに変わるオルタナティブR&B調の楽曲となっている。

## プロモーション
4月28日、モーショングラフィック映像が公開され、新作の全世界同時リリースが発表された。同日よりCDの予約受付もスタートした。4月29日、コンセプトトレーラーが公開された。円卓を囲んではしゃぐメンバー達から始まり、他のメンバー達からいつの間にか離れ1人になったスビン。慌ててメンバー達の元へ向かうが、透明の壁の中に閉じこめられてしまい必死に助けを求めるシーンが描かれている。コンセプトトレーラーは公開直後Twitterワールドトレンド1位、5時間で100万再生を突破した。4月30日、コンセプトフォトティーザーが公開された。ルネ・マグリットの「イメージの裏切り」をオマージュした写真に『THE DREAM CHAPTER: MAGIC』のリード曲「9 and Three Quarters (Run Away)」のミュージックビデオに登場した古びた人形と「これは人形じゃない」を意味するフランス語の文章、赤字で記されている4つの数字が書かれている。
5月1日、“Portバージョン”のコンセプトフォトが公開された。バス停やバス車内を舞台に、友達の間に初めて亀裂を経験した少年たちのメンバーの姿がSNSフィード形式で描かれている。5月4日、“Starboardバージョン”のコンセプトフォトが公開された。「永遠を渇望する少年たち」の姿が表現されており、夜空を背景に手を繋いで並ぶ姿やパジャマ姿で寄り添う姿などが描かれている。1日に公開された“Portバージョン”同様、集合写真とメンバー別の写真がSNSフィード形式で公開された。5月6日、トラックリストと配信ジャケット写真が公開された。
翌日よりリード曲「Can’t You See Me?」ミュージックビデオのソロティザーが公開された。物寂しそうに切ない目で見つめるメンバーの姿が描かれており、「구해줘（助けて）」という歌詞がすべての映像に入っている。5月7日にはYEONJUNとBEOMGYU、5月8日にTAEHYUN、HUENINGKAI、SOOBINの映像が公開された。5月11日より、同じく「Can’t You See Me?」ミュージックビデオのグループティーザーが2種類公開された。11日のものには、固い表情のメンバーのクローズアップシーンが盛り込まれており、楽しい表情を見せるメンバーたちと無表情なメンバー間の感情コントラストが目立つものとなっている。白黒の相反する衣装の団体カットや絶叫するスビンの姿もある。13日のものには、燃えている家屋の前に寂しげな表情で立っているメンバーの姿から始まり、メンバー達のパフォーマンスが繰り広げられている。5月15日、収録されている全6曲のハイライトとコンセプトフォト、コンセプトフォトメイキング映像などが入ったプレビュー動画が公開された。5月18日、リード曲「Can’t You See Me?」のミュージックビデオが公開された。このミュージックビデオは、公開後12時間でYouTube再生回数500万回を突破した。
6月1日、収録曲である「PUMA」のティーザー映像が公開された。鎖に縛られているYEONJUNの姿で始まり、強烈な目線でカメラを見つめるメンバーのクローズアップショットが続いている。翌日には、同曲の2ndティーザーが公開された。原曲を編集したBGMと一緒にプーマの鳴き声が入り、パフォーマンス一部が初めて公開された。6月4日には、ミュージックビデオが公開された。動物園にいたプーマが本能により外に逃げ出してから迎えた夜が撮り込まれている。
6月15日、「Can't You See Me?: Pre-sequel」映像が公開された。「Can’t You See Me?」のミュージックビデオに続く内容となっており、日が暮れた窓の外を見つめるメンバーの姿が描かれている。
6月24日、日本での2ndシングル「Drama」を発売することを発表し、本作のの収録曲「Drama」「Can't You See Me?」の日本語バージョンが収録されることが決定した。
6月27日、28日にはメンバー別のモーションポスターが公開された。29日には、「Eternally」のミュージックビデオが公開された。何かに導かれるように違う世界と向き合ったスビン、一人練習室から出て廃墟になった空間に入ったヨンジュン、「17」と書かれたドアを開けるボムギュ、花に囲まれたテヒョン、空が広がるドアの前に立つヒュニンカイで構成されており、”繰り返される悪夢の中で自分たちを率いる謎の存在、謎の感情の答えを探す”というストーリーが展開された。

### パフォーマンス
5月18日、ソウルのライブ会場であるYES24ライブホールにてMnet主催のメディアショーケースが開催され、YouTubeでオンライン放送された。5月21日、Mnet『M COUNTDOWN』で「Can’t You See Me?」を披露し、その後もKBS『ミュージックバンク』、SBS『人気歌謡』、SBS MTV『THE SHOW』、MBC Music『SHOW CHAMPION』、『MTV Fresh Out Live』に出演した。5月27日、MBC Every1『週刊K-POPアイドル』に出演し、過去のアルバムのリード曲「CROWN」、「9 and Three Quarters (Run Away)」と共に「Can’t You See Me?」を披露した。
6月4日、Mnet『M COUNTDOWN』で「PUMA」のパフォーマンスを初披露し、後続曲の活動を始めた。同月14日のSBS『人気歌謡』でのパフォーマンスを最後に本作の活動を終えた。
6月26日、テレビ朝日系『ミュージックステーション』に韓国からリモートで生出演し、「Fairy of Shampoo」を事前収録という形で披露した。

## 収録曲
| #         | タイトル                                                               | 作詞・作曲 | プロデューサー             | 時間  |
| --------- | ---------------------------------------------------------------------- | --- | -------------------------- | ----- |
| 1.        | 「Drama」                                                              | Supreme Boi, Jake Torry, Noah Conrad, Roland "Rollo" Spreckley, EL CAPITXN                                          | Noah Conrad                | 3:29  |
| 2.        | 「Can't You See Me?」(세계가 불타버린 밤, 우린... (Can't You See Me?)) | Slow Rabbit, "hitman" bang, Supreme Boi, Melanie Joy Fontana, Michel "Lindgren"Schulz, Eric Zayne, Naz Tokoi        | "Hitman" Bang, Slow Rabbit | 3:21  |
| 3.        | 「Fairy of Shampoo」(샴푸의 요정)                                      | EL CAPITXN, Slow Rabbit, Keeho Chang, YEONJUN                                                                       | EL CAPITXN, Slow Rabbit    | 4:27  |
| 4.        | 「Maze in the Mirror」(거울 속의 미로)                                 | Slow Rabbit, Yeonjun, Beomgyu, ADORA, HUENINGKAI, SOOBIN, TAEHYUN                                                   | Slow Rabbit, BEOMGYU       | 3:46  |
| 5.        | 「PUMA」(동물원을 빠져나온 퓨마)                                       | Sam Klempner, Supreme Boi, Melanie Joy Fontana, Michel "Lindgren" Schulz, Slow Rabbit, Krysta Youngs, Julia Ross    | Sam Klempner               | 3:25  |
| 6.        | 「Eternally」                                                          | FRANTS, Supreme Boi, Slow Rabbit, Pauline Skott, Peter St James, Alina Paulsen, Chris Brenner, "Hitman" Bang, danke | FRANTS                     | 3:37  |
| 合計時間: | 合計時間:                                                              | 合計時間: | 合計時間:                  | 22:05 |

## スタッフ
- "Hitman"Bang（英語版） – エグゼクティブ・プロデューサー
- 김서영, 안인용, 허영지,이아람 – 音楽プロデューサー
- NICOLE KIM, 김보람, 김지수, 신다예, HIJU YANG, 유한결, 이주영, GIA LIM – A&R
- 양창원, 김지연, 김초롱, 박진세, 정우영 – レコーディング・エンジニア
- Nu Kim, 이현주, 강성도, 이혜리, 차연화 – ビジュアル・クリエイティブ
- 김신규, 양준형, 김지수, 오광택, 신승찬 – アーティスト・マネジメント
- Slow Rabbit – プロデューサー
- "Hitman"Bang – 共同プロデューサー
- Randy Merrill – マスタリング・エンジニア
- 김희준 – 写真
- 김규남, 박지은, 감미림 – スタイリスト
- 김승원 – ヘアー
- 한아름 – メイク
- HuskyFox – ブランド・アイデンティティー（英語版）
- Studio XXX – アートワーク（英語版）

### Drama
- EL CAPITXN – 共同プロデューサー
- Noah Conrad, EL CAPITXN – キーボード、シンセサイザー
- YOUNG, 최현종 – ギター
- SOOBIN, TAEHYUN, YEONJUN, Jake Torry – バックグラウンド・ボーカル
- Slow Rabbit, Hiss noise – ボーカルアレンジ
- Slow Rabbit, GHSTLOOP – デジタル編曲
- Slow Rabbit, 김초롱, 김치연, Noah Conrad – レコーディング・エンジニア
- Yong Ga – ミックス・エンジニア（英語版）

### Can't You See Me?
- Slow Rabbit – キーボード、シンセサイザー、ボーカルアレンジ、デジタル編曲
- YOUNG – ギター
- Melanie Joy Fontana, HUENINGKAI, SOOBIN – バックグラウンド・ボーカル
- Slow Rabbit, 정우영, Michel "Lindgren"Schulz – レコーディング・エンジニア
- Phil Tan, Bill Zimmerman – ミックス・エンジニア

### Fairy of Shampoo
- EL CAPITXN – キーボード、ボーカルアレンジ、デジタル編曲
- EL CAPITXN, Slow Rabbit – シンセサイザー
- YOUNG, 최현종 – ギター
- 전승훈 – ベース
- 조정현 – トランペット、フリューゲルホルン
- Duane Benjamin – バックグラウンド・ボーカルアレンジ
- Loren Smith, Greg Whipple, Durell Anthony – バックグラウンド・ボーカル
- Rosaleen Rhee – 翻訳
- 정우영, 김지연, EL CAPITXN, Erik Reichers – レコーディング・エンジニア
- Hector Castillo – ミックス・エンジニア
  - Carlos Imperatori – アシスタント

### Maze in the Mirror
- Slow Rabbit – キーボード、シンセサイザー
- YOUNG – ギター
- nobody – ベース
- ADORA – バックグラウンド・ボーカル、デジタル編曲
- ADORA, Slow Rabbit – ボーカルアレンジ
- 정우영, Slow Rabbit, 김치연, 김초롱, ADORA – レコーディング・エンジニア
- 박진세 – ミックス・エンジニア

### PUMA
- Slow Rabbit – 追加アレンジ
- Sam Klenpner, Slow Rabbit – キーボード、シンセサイザー
- Sam Klenpner – ドラムス
- Melanie Joy Fontana, YEONJUN, Julia Ross, Supreme Boi – バックグラウンド・ボーカル
- Supreme Boi, Slow Rabbit – ボーカルアレンジ
- Supreme Boi – デジタル編曲
- 김치연, 정우영, Slow Rabbit, Michel "Lindgren"Schulz – レコーディング・エンジニア
- Jaycen Joshua（英語版） – ミックス・エンジニア
  - Jacob Richards, Mike Seaberg, DJ Riggins – アシスタント

### Eternally
- Slow Rabbit – 共同プロデューサー
- FRANTS – キーボード
- FRANTS, Slow Rabbit – シンセサイザー、デジタル編曲
- YOUNG – ギター
- ADORA, Ruuth – バックグラウンド・ボーカル
- ADORA, Slow Rabbit, FRANTS – ボーカルアレンジ
- ADORA, Paullne Skott – 追加ボーカルアレンジ
- 김초롱, Slow Rabbit, 김치연, ADORA – レコーディング・エンジニア
- Yong Ga – ミックス・エンジニア

## 評価
ニュー・ミュージカル・エクスプレスでRhian Dalyは、本作について5つ星中4つ星の評価を与えた。
| 専門評論家によるレビュー | 専門評論家によるレビュー |
| レビュー・スコア         | レビュー・スコア         |
| 出典                     | 評価                     |
| ------------------------ | ------------------------ |
| NME                      | 4/5stars                 |

| 「                                                    | これまでのTOMORROW X TOGETHERの楽曲はほとんどが明るく、さわやかだった。また人生の心配事から解放され、ファンタジーと楽しさに重点を置いていた。 しかし、今作は今までの作品とは打って変わり、私たちの誰もが経験する葛藤と亀裂を受け入れることで作品の大部分をより豊かにしている。 | 」 |
| —Rhian Daly（ニュー・ミュージカル・エクスプレスより） | |    |

### 栄誉
5月26日、SBS MTV『THE SHOW』に出演し、リード曲「Can’t You See Me?」で1位を獲得した。翌日には、MBC Every1とMBC Musicで放送された『SHOW CHAMPION』に出演し、同曲で1位を獲得した。

## チャート
アメリカやカナダ、メキシコ、ブラジル、日本など50カ国・地域のiTunesのアルバムランキングで1位（5月19日付）を記録した。リード曲「Can’t You See Me?」は、10カ国・地域のiTunesのシングルランキングで1位を記録した。日本では、オリコンの「デイリーアルバムランキング」で1位（5月22日付）、「週間アルバムランキング」で1位（6月1日付）を記録した。また週間で23,312枚を売り上げ、Billboard JAPANの「Top Albums Sales」で1位（6月1日付）を記録した。韓国では初週売り上げ180,000枚を突破し、自己最多記録を立てた。5月25日のHANTEO CHARTによると、発売後1週間（5月18日 - 24日）で計181,009枚の売り上げを記録した。これは昨年10月発売した1stフルアルバム『THE DREAM CHAPTER: MAGIC』で発売初週立てた記録のおよそ124,000枚より56,000枚多い枚数で、昨年3月発売したデビューミニアルバム『THE DREAM CHAPTER: STAR』の77,000枚より103,000枚多い記録となっている。ビルボードが5月27日発表したチャートによると、ワールドデジタルソングセールスチャートで「Can’t You See Me?」が2位、「Drama」が9位、「Fairy of Shampoo」が12位、「Eternally」が14位、「PUMA」が16位、「Maze in the Mirror」が18位を記録し、本作に収録されている6曲全曲がチャートインした。アルバム自体は、「ワールドアルバム」で4位、「ヒートシーカーズアルバム」で9位、「トップカレントアルバムセールス」で50位、「トップアルバムセールス」で80位、「ソーシャル50」で5位、「エマージングアーティスト」で8位で各種チャートにチャートインした。
ガオンチャートが発表した2020年5月のアルバムチャートでは4位となり、累積販売数247,153枚を記録した。また「2020上半期アルバムランキング」（5月18日 - 6月）では275,958枚を売り上げ、11位を記録した。昨年の同ランキングで『THE DREAM CHAPTER: STAR』で記録した12位より1位上昇し、自己最高記録を更新した。

### 各国の週間チャート
- AGATA（英語版）（リトアニア） – 90位[66]
- オリコン（日本） – 1位[67]
- Polish Society of the Phonographic Industry（ポーランド） – 8位[68]
- ガオンチャート（韓国） – 2位（2020/5/17–2020/5/23）[69]
- トップ・ヒートシーカーズ（アメリカ） – 9位[70]

- Billboard World Albums（アメリカ） – 4位[71]

### 各国の月間チャート
- ガオンチャート（韓国） – 4位（5月）[72]

### 認定
7月9日、本作が250,000枚を売り上げ、韓国音楽コンテンツ産業協会から初のプラチナ認定を受けた。
| 法人                       | 認定     | 売上枚数  |
| -------------------------- | -------- | --------- |
| 韓国音楽コンテンツ産業協会 | プラチナ | 250,000枚 |